# Nyahururu
Nyahururu è un centro abitato del Kenya situato nella contea di Laikipia, nella Rift Valley.